# سلطان أباد (سلطان أباد)
سلطان أباد (بالفارسية: سلطان‌آباد) هي منطقة سكنية تقع في إيران في قسم سلطان أباد الريفي. يقدر عدد سكانها بـ 1,095 نسمة .